# Mohamed Boussati
Mohamed Boussati (ar. محمد البوساتي; ur. 1955 w Al-Kunajtirze) – marokański piłkarz grający na pozycji napastnika. W swojej karierze grał w reprezentacji Maroka.

## Kariera klubowa
Całą swoją karierę piłkarską Boussati spędził w klubie KAC Kénitra. Zadebiutował w nim w 1972 roku i grał w nim do 1991 roku. W sezonach 1972/1973, 1980/1981 i 1981/1982 wywalczył z nim trzy mistrzostwa Maroka. Dwukrotnie został też wicemistrzem kraju w sezonach 1978/1979 i 1984/1985.

## Kariera reprezentacyjna
W reprezentacji Maroka Boussati zadebiutował w 1977 roku. W 1978 roku powołano go do kadry na Puchar Narodów Afryki 1978. W nim rozegrał dwa mecze grupowe: z Tunezją (1:1) i z Kongiem (1:0). W kadrze narodowej grał do 1982 roku.